# Alberto Cioci

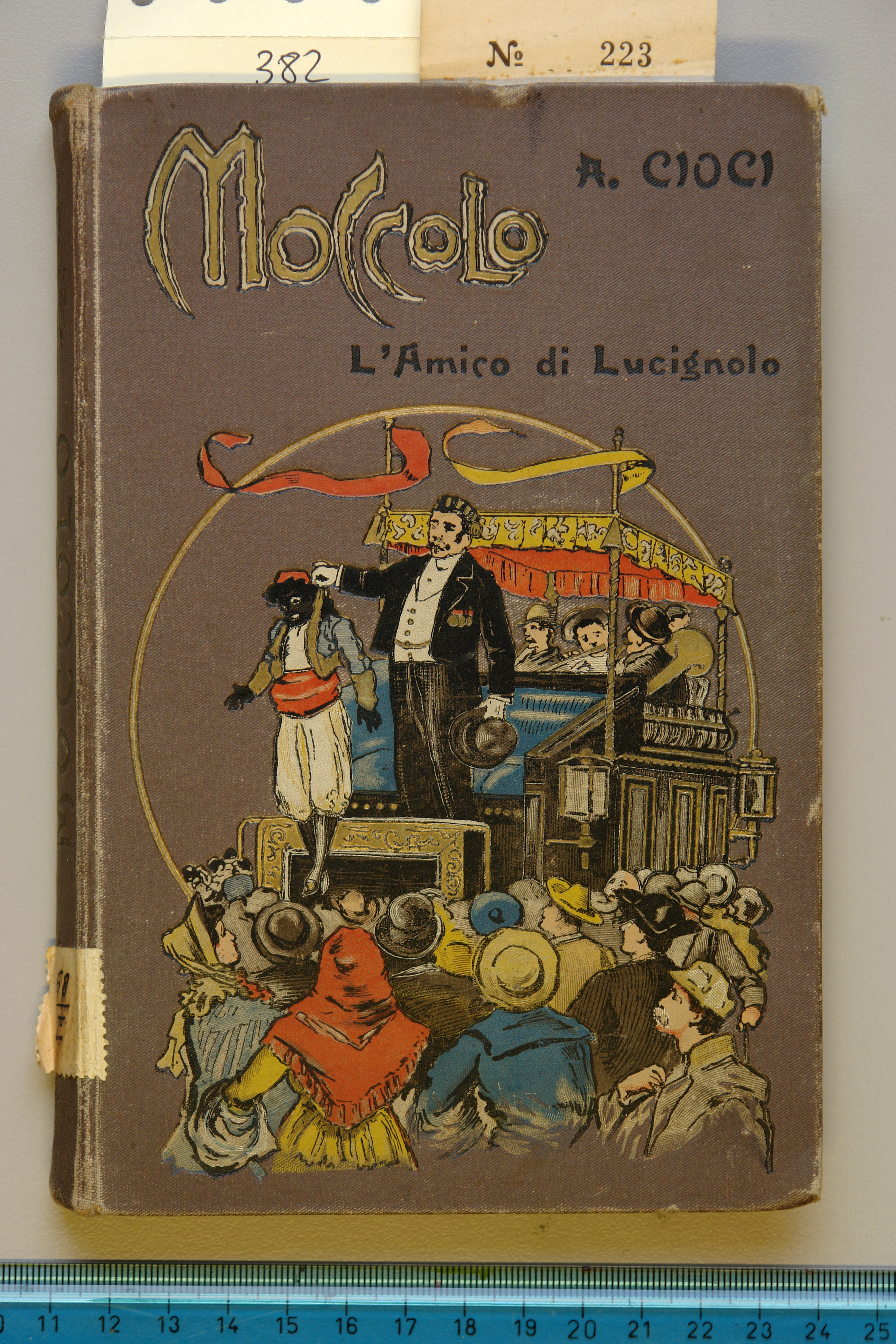
Copertina di "Moccolo - L'amico di Lucignolo", scritto da A. Cioci

Alberto Cioci (Pistoia, 23 aprile 1867 – Roma, 27 marzo 1925) è stato un insegnante e scrittore italiano.

## Biografia
Alberto Cioci si sposò con Ida Caioli e dalla loro unione nacque Vilma nel 1900. Maestro elementare, è noto per essere stato uno scrittore continuatore di Carlo Collodi. Scrisse una trilogia di racconti per ragazzi: nel 1896 Lucignolo. L'amico di Pinocchio,  nel 1897 Moccolo. L'amico di Lucignolo e nel 1898 Fioretto. L'amico di Lucignolo e Moccolo. Collodiani furono anche l'illustratore dei suoi libri Carlo Chiostri e l'editore Bemporad.
Sulla scia di Collodi, Cioci tratta i temi legati all'infanzia e ai monelli, puntando sull'ironia  che mette a nudo le convenzioni dell'età adulta, toccando figure "inviolabili" come la madre,  il curato ed il maestro.
Con Cioci, Lucignolo diventa il protagonista di una serie di libri scolastici, come Lucignolo agricoltore. Libro di lettura del 1903; Complemento al Sillabario di Lucignolo e Lucignolo a Selvapiana. Il Sillabario di Lucignolodel 1906; Il Taccuino di Lucignolo. Libretto complementare (senza data). La figura di Lucignolo, che rappresenta l'amico dispettoso e ozioso, diventa così un personaggio utile per esplorare temi cari alla scuola dei prima metà del Novecento, come l’amicizia, la responsabilità, la crescita personale e il confronto tra l’innocenza dell’infanzia e la realtà adulta, facendo riflettere gli studenti.